# تشارلز كلارندون بالو
تشارلز كلارندون بالو (من مواليد 13 يونيو 1862، وتُوفي في 23 يوليو 1928) هو ضابط بالجيش الأمريكي وحصل على رتبة لواء في الحرب العالمية الأولى.

## حياته المُبكرة
وُلد تشارلز في أورانج بولاية نيويورك. وتخرج في المرتبة الثالثة والستين من أصل سبعة وسبعين متخرج في عام 1886 من الأكاديمية العسكرية للولايات المتحدة.

## حياته المهنية
بعد التخرج، تم تكليف تشارلز للخدمة في قوات المشاة السادسة عشرة على الحدود في الغرب الأقصى. وكان جزءًا من حملة سيوكس لعام 1890 و1891. ومن عام 1891 إلى 1893، كان تشارلز أستاذًا للعلوم العسكرية والتكتيكات في كلية الزراعة بولاية فلوريدا.
خلال عامي 1897 و1898، ذهب إلى مدرسة المشاة والفرسان. ومن 8 يوليو إلى 20 أكتوبر 1898، كان رائدًا في فرقة قوات مشاة إلينوي السابعة التطوعية. وشغل في ذلك الوقت أيضًا منصب ضابط المناورة في الفلبين في عام 1899 ، حيث شارك في معركة نهر زابوتي.
التحق بمدرسة الضباط الميدانية في عام 1916 وكلية الحرب العسكرية في عام 1916 و1917.
ترقّى تشارلز إلى رتبة عميد في الجيش الوطني في أغسطس عام 1917 ، وأصبح بعدها قائدًا عامًا في 28 نوفمبر. وقاد فرقة المشاة 92 في الفترة من 27 أكتوبر إلى 18 نوفمبر 1918. ومن 19 نوفمبر إلى 1 فبراير، خدم تشارلز بقسم 89.
تقاعد تشارلز في عام 1926 برتبة عقيد بعد أن قضى أربعين عامًا في الخدمة.

## الجوائز
شملت الأوسمة التي حصل عليها تشارلز وسام النجمة الفضية، بالإضافة إلى وسام جوقة الشرف من فرنسا.

## وفاته وإرثه
تُوفي تشارلز عن عمر يناهز السادسة والستين في 23 يوليو 1928. وقد تم ترقيته إلى رتبة لواء حرب بموجب قانون الكونغرس في يونيو عام 1930.
أُطلق اسمه سفينة نقل عامة من طراز G. O استخدمت خلال الحرب العالمية الثانية.